# EP u softbolu za žene Divizije "A" 2007.
15. EP u softbolu za žene Divizije "A" se održalo u Nizozemskoj, u Amsterdamu, od 27. svibnja do 2. lipnja 2007.

## Konačna ljestvica
| Mj. | Država          |
| --- | --------------- |
| 1.  | Italija         |
| 2.  | Nizozemska      |
| 3.  | Rusija          |
| 4.  | Češka           |
| 5.  | Uj. Kraljevstvo |
| 6.  | Austrija        |
| 7.  | Njemačka        |
| 8.  | Slovačka        |
| 9.  | Švedska         |
| 10. | Grčka           |

## Vanjske poveznice
- Službene stranice  Arhivirana inačica izvorne stranice od 11. kolovoza 2007. (Wayback Machine)